# Veľký Grob
Veľký Grob, do roku 1948 Nemecký Grob (maď. Magyargurab, něm. Deutsch-Eisgrub) je obec na Slovensku v okrese Galanta.
V nádherných výšivkách, svérázném grobském kroji, malovaných pokojích, pitvorech i v architektuře starých domů nacházíme prvky slovenského, habánského, chorvatského i maďarského kulturního odkazu svérázně přetavené do místního koloritu. Poslední z lidových umělkyň, Katarína Brinzová zemřela v roce 1976, její malovky se nacházejí v muzeích v Martině, Trnavě, Bratislavě, Galantě i v budově obecního úřadu ve Velkém Grobu.

## Historie
První písemná zmínka o Veľkém Grobu je datována do roku 1275, o osadě Tarnok do roku 1301. Farnost je zmiňována v roce 1390. Obec byla před první světovou válkou známým výšivkářským střediskem. Ještě koncem 19. a začátkem 20. století zde bylo rozšířeno malování stěn.

## Pamětihodnosti
- Římskokatolický kostel sv. Anny byl postaven v roce 1771 zvětšením původní barokní kaple.
- Evangelický kostel byl postaven v roce 1788. V roce 1821 byla k němu přistavěna věž.[4] Současný kostel byl postaven podle návrhu architekta Harmince v roce 1936. Věž byla ponechána ze starého kostela.

- Pozdně renesanční zámeček z druhé poloviny 17. století.[5]
- Dům Kataríny Brinzové, výtvarnice.[4]
- Pomník padlým v 1. světové válce, postavený v roce 2018.[4]

## Příroda
Území obce je součástí chráněného ptačího území v soustavě Natura 2000 Úľanská mokraď.